# Боднар, Нина
Нина Боднар-Хортон (англ. Nina Bodnar-Horton; род. 1962) — американская скрипачка.
Начала учиться игре на фортепиано в 4 года у своей матери. С шестилетнего возраста перешла на скрипку, на протяжении восьми лет занималась у лос-анджелесского педагога Сибил Максвелл; затем училась у Зино Франческатти в Париже, Дороти Делэй в Нью-Йорке и Генри Темянки в Лос-Анджелесе. В 1981 году одержала победу на парижском Международном конкурсе скрипачей имени Жака Тибо, заслужив высокую оценку таких членов жюри, как Леонид Коган и Генрик Шеринг.
Работала концертмейстером в симфоническом и камерном оркестрах Санта-Барбары. В 1989—1995 гг. концертмейстер Сент-Луисского симфонического оркестра. В 1996—2002 гг. первая скрипка в Квартете Россетти.